# Ramnogaster melanostoma
Ramnogaster melanostoma és una espècie de peix pertanyent a la família dels clupeids.

## Descripció
- Pot arribar a fer 10 cm de llargària màxima.
- 15-16 radis tous a l'aleta dorsal i 12-23 a l'anal.[5][6]

## Hàbitat
És un peix d'aigua dolça, pelàgic i de clima subtropical (31°S-38°S).

## Distribució geogràfica
Es troba a Sud-amèrica: l'Uruguai i l'Argentina.

## Observacions
És inofensiu per als humans.